# شهرستان ییهلاوا
ناحیهٔ ییهلاوا (به چکی: Jihlava District) یک ناحیه در جمهوری چک است که در منطقه ویسوچینا واقع شده‌است. ناحیهٔ ییهلاوا ۱٬۱۹۹٫۳۲ کیلومتر مربع مساحت و ۱۱۲٬۱۸۱ نفر جمعیت دارد.